# Бароцци, Джованни
Джованни Бароцци (итал. Giovanni Barozzi; приблизительно 1420, Венеция, Венецианская республика — 2 апреля 1466, Бергамо, Венецианская республика) — итальянский прелат, кардинал, Патриарх Венеции, Примас Далмации, ординарий епархии Бергамо.

## Биография

Герб фамилии Бароцци

Родился в аристократической семье венецианских патрициев, мать приходилась племянницей двум Папам: Евгению IV и Павлу II. Классический представитель эпохи Непотизма.
С детства проживал в Риме, где получил образование.
5 ноября 1449 года назначен епископом Бергамо, после удаления своего предшественника на этой кафедре Полидоро Фоскари.
В 1459 году пригласил архитектора Антонио Филарете реконструировать кафедральный собор Св. Александра в Бергамо. Способствовал строительству нового приходского храма в честь святого Георгия в Ардезьо.
В 1464 году, после смерти Венецианского патриарха Грегорио Корнер и отказа принять это место Марком Барбо, ординарием Виченцы, по предложению Венецианского Совета, 7 января 1465 года был утверждён папой и заступил на вдовствующий Венецианский престол 2 апреля 1465 года.
Был назначен кардиналом In pectore.

## Источники

Герб патриарха Бароцци